# Cotaparaco (distrito)
O Distrito peruano de Cotaparaco é um dos treze distritos que forman a Província de Recuay, situada em Ancash, pertenecente a Região de Ancash.

## Transporte
O distrito de Cotaparaco não é servido pelo sistema de estradas terrestres do Peru.